# 伊是名テレビ中継局
伊是名テレビ中継局（いぜなテレビちゅうけいきょく）は沖縄県島尻郡伊是名村（伊是名島）にあるテレビの中継局。

## 概要
伊是名島では海抜100mを超える山がいくつかあり、約30km南にある今帰仁村の今帰仁中継局が受信しにくいだけでなく、中継局1か所では伊是名島全域をカバーするのは困難であるため、島の東部（伊是名東）と中央部（伊是名西）の2か所にそれぞれ中継局を設置している。地上デジタル放送は2010年3月31日に開始し、出力は実質アナログの5倍に引き上げ、そしてアナログでは未設置だった琉球朝日放送（QAB）も同時に設置した。またラジオについてはAM・FMともすべての局で受信可能で、AMは名護ラジオ中継局（名護市、ただしNHK沖縄第2は豊見城市の親局または本土の放送局）、FMは今帰仁中継局（今帰仁村）からそれぞれ受信している。
なお、北隣の伊平屋村（伊平屋島・野甫島）では同じ地形ながら中継局は設置していない。今帰仁中継局から直接受信または共同受信施設経由で受信している。

## 伊是名東テレビ中継局

### 地上デジタルテレビ放送送信設備
アナログ放送とは別に島東部の字諸見みほそ所の仲田港の北側に設置、島東部の一部を放送エリアとしている（エリアの一部には伊是名西テレビ中継局と被るところもある）。
| ID | 放送局名           | 物理 チャンネル | 空中線 電力 | ERP   | 放送対象地域 | 放送区域 内世帯数 | 開局日         |
| -- | ------------------ | --------------- | ----------- | ----- | ------------ | ----------------- | -------------- |
| 1  | NHK 沖縄総合       | 45              | 50mW        | 830mW | 沖縄県       | 249世帯           | 2010年 3月31日 |
| 2  | NHK 沖縄教育       | 44              | 50mW        | 830mW | 全国         | 249世帯           | 2010年 3月31日 |
| 3  | RBC 琉球放送       | 26              | 50mW        | 840mW | 沖縄県       | 249世帯           | 2010年 3月31日 |
| 5  | QAB 琉球朝日放送   | 19              | 50mW        | 840mW | 沖縄県       | 249世帯           | 2010年 3月31日 |
| 8  | OTV 沖縄テレビ放送 | 30              | 50mW        | 840mW | 沖縄県       | 249世帯           | 2010年 3月31日 |

### 地上アナログテレビ放送送信設備
島の南東部の字伊是名のチジン山に設置されており、村（島）の中心である仲田など島東部を放送エリアとしている。
| チャンネル | 放送局名           | 空中線 電力         | ERP                 | 放送対象地域 | 放送区域 内世帯数 | 開局日        |
| ---------- | ------------------ | ------------------- | ------------------- | ------------ | ----------------- | ------------- |
| 56         | NHK 沖縄総合       | 映像100mW /音声25mW | 映像870mW 音声220mW | 沖縄県       | 301世帯           | 1977年 4月9日 |
| 58         | OTV 沖縄テレビ放送 | 映像100mW /音声25mW | 映像870mW 音声220mW | 沖縄県       | 301世帯           | 1977年 4月9日 |
| 60         | RBC 琉球放送       | 映像100mW /音声25mW | 映像870mW 音声220mW | 沖縄県       | 301世帯           | 1977年 4月9日 |
| 62         | NHK 沖縄教育       | 映像100mW /音声25mW | 映像870mW 音声220mW | 全国         | 301世帯           | 1977年 4月9日 |

- 2011年7月24日で廃局。QABにはチャンネルが割り当てられていなかった。

## 伊是名西テレビ中継局

### 地上デジタルテレビ放送送信設備
アナログ放送と同じく島中央部の勢理客（せりかく）の天城に設置、島北部、西部、東部の各一部を放送エリアとしている（東部の一部には伊是名東テレビ中継局のエリアと被ってるところもある）。
| ID | 放送局名           | 物理 チャンネル | 空中線電力 | ERP   | 放送対象地域 | 放送区域 内世帯数 | 開局日         |
| -- | ------------------ | --------------- | ---------- | ----- | ------------ | ----------------- | -------------- |
| 1  | NHK 沖縄総合       | 37              | 50mW       | 270mW | 沖縄県       | 548世帯           | 2010年 3月31日 |
| 2  | NHK 沖縄教育       | 39              | 50mW       | 280mW | 全国         | 548世帯           | 2010年 3月31日 |
| 3  | RBC 琉球放送       | 31              | 50mW       | 280mW | 沖縄県       | 548世帯           | 2010年 3月31日 |
| 5  | QAB 琉球朝日放送   | 35              | 50mW       | 280mW | 沖縄県       | 548世帯           | 2010年 3月31日 |
| 8  | OTV 沖縄テレビ放送 | 33              | 50mW       | 280mW | 沖縄県       | 548世帯           | 2010年 3月31日 |

### 地上アナログテレビ放送送信設備
島中央部の勢理客（せりかく）の天城に設置されており、島西部を放送エリアとしている。
| チャンネル | 放送局名           | 空中線 電力         | ERP                  | 放送対象地域 | 放送区域 内世帯数 | 開局日        |
| ---------- | ------------------ | ------------------- | -------------------- | ------------ | ----------------- | ------------- |
| 48         | NHK 沖縄総合       | 映像100mW /音声25mW | 映像980mW /音声240mW | 沖縄県       | 145世帯           | 1977年 4月9日 |
| 50         | OTV 沖縄テレビ放送 | 映像100mW /音声25mW | 映像980mW /音声240mW | 沖縄県       | 145世帯           | 1977年 4月9日 |
| 52         | RBC 琉球放送       | 映像100mW /音声25mW | 映像980mW /音声240mW | 沖縄県       | 145世帯           | 1977年 4月9日 |
| 54         | NHK 沖縄教育       | 映像100mW /音声25mW | 映像980mW /音声240mW | 全国         | 145世帯           | 1977年 4月9日 |

- 2011年7月24日で廃局。QABにはチャンネルが割り当てられていなかった。